# Collège royal Marie-Thérèse de Herve
Le Collège Royal Marie-Thérèse de Herve (en sigle « CRMT ») forme avec le Collège-Providence (1er degré : 1re et 2e années communes; 1re et 2e années S; 1er degré différencié) et l'Institut de la Providence (enseignement technique de transition et de qualification et enseignement professionnel de la 3e à la 7e), le CES (Centre d'Enseignement Secondaire) catholique du plateau de Herve..

## Historique
Collège Royal Marie-Thérèse : son nom révèle ses origines.
Fondé le 1er octobre 1777 par l'impératrice Marie-Thérèse d'Autriche, reine des Pays-Bas catholiques, le collège de Herve est le seul des collèges thérésiens érigés à cette époque à porter encore le nom de son illustre fondatrice.
L'aménagement rapide du refuge des Pères Récollets, existant depuis 1676 et d'ailleurs toujours debout de nos jours dans la partie sud du vieux réfectoire, permit l'ouverture du collège six semaines plus tard, le 1er octobre 1777.
La première année se termina avec 68 élèves, dont 44 Herviens, et 3 professeurs, sous la direction du curé de Herve, Pierre-Simon-Claude Lys, nommé inspecteur des études.
Du début à nos jours, le collège a été dirigé par 22 directeurs, dont 20 ecclésiastiques pour le XVIIIe siècle, 177 professeurs pour le XIXe siècle ; on dépasse à ce jour le chiffre de 250. Ces chiffres peuvent paraître assez petits ; cela s'explique par la grande stabilité du corps professoral d'une part et d'autre part, par le fait qu'avant l'instauration de l'enseignement rénové, les cours étaient beaucoup moins diversifiés.
Dès le début, la population scolaire grandit très rapidement grâce en partie à la construction d'un bâtiment pour l'accueil d'internes. En 1779, il y eut 134 élèves. Par après, à part certains moments de fluctuation ou de crise, le nombre des élèves a continué à s'élever : il atteint aujourd'hui le chiffre de plus de 1 000.
Situé dans le centre de Herve, le vieux collège était vétuste. Un nouveau bâtiment a été reconstruit toujours dans Herve, mais plus décentré.
En 2012, l'association des anciens (qui existe depuis plus d'un siècle et qui s'occupe de la revue scolaire Notre nouveau collège) a fait les démarches pour acquérir le titre « Royal » et ainsi devenir « L'association royale des anciens ».
L'association organise chaque année un souper-retrouvailles auquel tous les anciens sont conviés.

## Noms successifs
- 1777 : Collège Royal
- 1780 : Collège-Pensionnat Royal
- 1803 : École spéciale
- 1804 : École secondaire communale
- 1838 : Collège de Marie-Thérèse ou Collège thérésien
- 1872 : Collège Marie-Thérèse
- 1927 : Collège Royal Marie-Thérèse

## Sources
1. ↑  « Site officiel Collège-Providence- » (consulté le 11 mai 2024).
2. ↑  « Site officiel IPH - » (consulté le 11 mai 2024).

- Maurice Dechaineux, Des hommes dans le temps 1777-1977, Collège Royal Marie-Thérèse - Herve